# Bévenais
Bévenais – miejscowość i gmina we Francji, w regionie Owernia-Rodan-Alpy, w departamencie Isère.
Według danych na rok 1990 gminę zamieszkiwało 628 osób, a gęstość zaludnienia wynosiła 45 osób/km² (wśród 2880 gmin regionu Rodan-Alpy Bévenais plasuje się na 1040. miejscu pod względem liczby ludności, natomiast pod względem powierzchni na miejscu 844.).